# Vitesse (azienda)
Vitesse è un'azienda portoghese operante nel settore del modellismo automobilistico.

## Storia
Fondata a Porto nel 1982, Vitesse si è sempre dedicata al collezionismo "adulto". Attualmente fa parte della"Sun Star Models Development Ltd." di Macao.
La sua attuale produzione comprende tre collezioni: "Vitesse", in scala 1:43, dedicata a modelli d'epoca e recenti dei più famosi costruttori automobilistici; "Rallye by Vitesse", sempre in scala 1:43, dedicata al mondo dei Rally; "Quartzo", in scala 1:18, dedicata al settore della Formula 1, con modelli in edizione limitata dotati di certificato di autenticità.